# Піннер
Піннер — передмістя Лондона, округ Герроу у Великому Лондоні, Англія, 20,1 км на північний захід від Чарінг-Кросс. Цей район був у графстві Міддлсекс до 1965 року, коли він був поглинений Великим Лондоном відповідно до закону 1963 року.